# 마리오 드라기
마리오 드라기(이탈리아어: Mario Draghi, 이탈리아어 발음: [ˈmaːrjo ˈdraːɡi], 1947년 9월 3일~)는 이탈리아의 은행가이자 경제학자로 제59대 총리이다.
또한 유럽 중앙은행 제3대 총재이다. 2006년 1월 16일부터 5년 동안 이탈리아 은행의 총재를 역임하였다. 2011년 11월 제2대 유럽 중앙은행 총재인 장클로드 트리셰의 후임으로 제3대 유럽 중앙은행 총재에 취임하였다.